# Tateishi

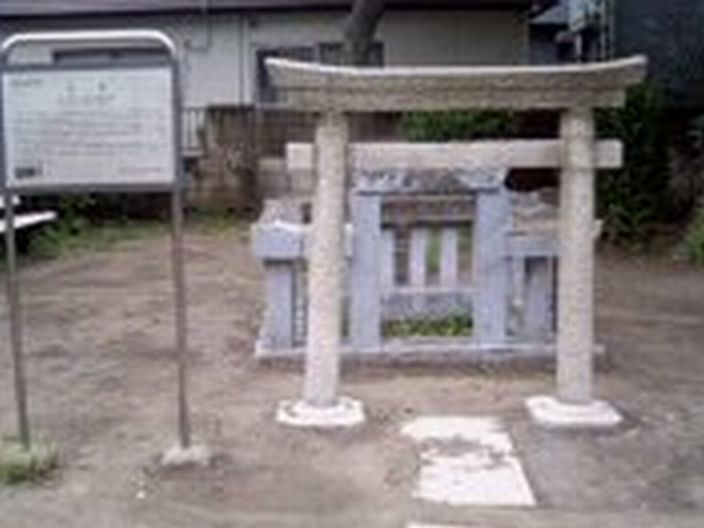
Tateishi-sama, derrière un torii

Tateishi (立石) est un quartier de l'arrondissement de Katsushika à Tōkyō au Japon. Son nom provient d'un monument miniature appelé Tateishi-sama (立石様). Avec ses ruelles commerciales rétro-chic, et ses arrière-cours d'atelier et d'usines, le quartier dégage une atmosphère associée à la zone Shitamachi de Tokyo.

## Géographie
Tateishi est situé sur la rive ouest de la Naka-gawa, environ trois kilomètres au sud de Kameari (亀有). Tateishi Nakamise (立石仲見世), une rue située à quelques pas de la gare, est ornée de nombreux magasins de mode depuis la fin de la Seconde Guerre mondiale. Jusqu'aux années 1980, Tateishi comptait de nombreuses entreprises familiales, mais beaucoup ont fermé depuis, remplacées par de petites maisons individuelles. 

## Transport
Tateishi est desservi par le réseau Keisei (京成電鉄) grâce à la gare Keisei Tateishi (京成立石駅). La majorité des trains s'arrêtant à Tateishi desservent aussi Asakusa, en environ douze minutes. L'aéroport international de Narita est également facilement accessible par train (limited express), avec un changement à gare d'Aoto.

## Économie
Le géant Tomy a son quartier général à Tateishi, tout comme la société des jouets Bandai. Les principales industries du quartier travaillent dans la teinture et les produits manufacturées (poupée, petite sous-traitance industrielle et automobile).

## Tateishi-sama
Tateishi (littéralement « pierre érigée ») tire son nom d'une pierre nommée Tateishi-sama par les habitants du quartier, « sama » étant un suffixe indiquant le respect. La pierre est à son emplacement actuel depuis 600 ans et est supposée avoir été charriée et érigée grâce au sol alluvionnaire du terrain. Les habitants ont commencé à vouer un culte à la pierre en tant qu'incarnation de la divinité Inari pendant l'époque d'Edo, d'où provient son titre honorifique « sama ».
La pierre est connue pour sa petite taille, entre 20 et 60 cm à l'origine, à peine 2 cm aujourd'hui sortent du sol. Ceci est dû aux effets de subsidence, inondation et découpage par des passants voulant utiliser la pierre comme talisman contre les maladies et les projectiles d'armes à feu.